# Sekhemrekhutawy Khabaw
Sekhemrekhutawy Khabaw fue un faraón de la decimotercera dinastía a principios del llamado Segundo Período Intermedio. Según el egiptólogo Kim Ryholt, fue el decimosexto rey de la dinastía, con un reinado de unos 3 años, desde 1737 hasta 1734 a. C. Thomas Schneider, por otro lado, coloca su reinado desde 1752 hasta 1749 a. C. Alternativamente, Jürgen von Beckerath lo ve como el tercer rey de la dinastía. Como gobernante de la dinastía XIII, Khabaw habría gobernado desde Memphis hasta Aswan y posiblemente sobre el Delta del Nilo occidental. 

## Certificados

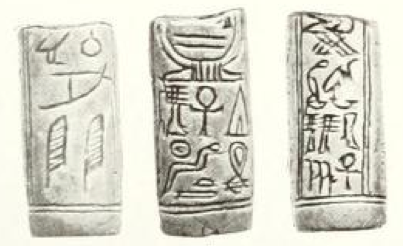
Cylinder-seal of Sekhemrekhutawy Khabaw, Petrie Museum UC 11527.

Sekhemrekhutawy Khabaw no figura en el canon de Turín ni en ninguna otra lista de reyes. Según Ryholt, el nombre de Khabaw se perdió en una laguna wsf (literalmente "desaparecida") del canon de Turín donde estaría escrito en la columna 7, línea 17 del documento. El redactor de esta lista de reyes, que fue escrito en el período Ramesida, escribió wsf cuando el documento más antiguo del cual estaba copiando la lista tenía una laguna. 
Sin embargo, Khabaw está bien documentado a través de hallazgos arqueológicos. Fragmentos de un arquitrabe de granito rojo que mide 0,76 por 1,80 m. que llevan su nombre Horus y el su nombre de Nesut Bity  fueron descubiertos durante las excavaciones en Bubastis en 1891 realizadas por Édouard Naville para la Sociedad de Exploración de Egipto. El arquitrabe se encuentra ahora en el Museo Británico, bajo el número de catálogo BM EA 1100. Otro arquitrabe descubierto en Tanis muestra el nombre de Khabaw junto con el del faraón Hor de la misma dinastía. Darrell Baker y Ryholt sugieren que esta estrecha asociación podría significar que Khabaw era familiar de Hor quizás su hijo y pudo haber sido su corregente.  
Ryholt y Baker creen que ambos arquitrabes no se originaron en la región del Delta sino en Menfis. Los arquitrabes pudieron haber sido cambiado de lugar después de la caída de la XIII Dinastía, cuando los hicsos trasladaron una gran cantidad de monumentos de Memphis a Avaris y a otras ciudades del Delta del Nilo, como Bubastis y Tanis. Alternativamente, los arquitrabes pueden haberse quedado en Avaris hasta el reinado de Ramsés II, cuando este rey construyó su capital en Pi-Ramsés utilizando material de Avaris. Pi-Ramesses fue posteriormente desmantelado durante la 21ª Dinastía y sus monumentos dispersos en la región del Delta. 
Finalmente, Khabaw cuenta con un sello de cilindro ahora en el Museo Petrie (UC 11527), 4 impresiones de sellos de la fortaleza de Uronarti y otro de la fortaleza Mirgissa, ambos lugares son fortalezas egipcias en Nubia. 

## Identidad
El nombre de hijo de Ra de Sekhemrekhutawy Khabaw es desconocido y, por lo tanto, su identidad no está completamente establecida. Ryholt ha propuesto que el nombre podría haber sido "Sobek", ya que este nombre esta atestiguado en artefactos que deben pertenecer a un rey de la primera mitad de la XIII Dinastía. Sólo dos reyes de este período tienen su nombre de Sa Ra desconocido: Khabaw y Nerikare. Por lo que "Sobek" podría muy bien ser el nombre de Khabaw. 
Por otro lado, Jürgen von Beckerath identificó el nombre de Sa Ra de Khabaw como Pantjeny, equiparando así a Khabaw con Sekhemrekhutawy Pantjeny, quien está atestiguado por una única estela. Sin embargo, esta hipótesis ha sido invalidada en un estudio reciente de la estela por Marcel Marée. Marée ha demostrado que la estela fue producida por el mismo taller (y posiblemente por la misma persona) que produjo las estelas de Wepwawetemsaf y Rahotep. Este último está fechado firmemente a principios de la dinastía XVII por lo tanto Pantjeny debe haber gobernado al final de la decimosexta Dinastía. Alternativamente, Pantjeny podría ser un miembro de la dinastía de Abydos, que gobernó Egipto central durante un corto periodo de tiempo sobre los años 1650 hasta 1600 a. C. 
Wolfgang Helck y Stephen Quirke han comparado a Sekhemrekhutawy Khabaw con Sekhemrekhutawy Sobekhotep, llamado Sobekhotep I o Sobekhotep II, dependiendo del académico. Esta hipótesis es considerada incorrecta por la mayoría de los egiptólogos, entre ellos von Beckerath, Detlef Franke, Ryholt y Anthony Spalinger. Von Beckerath y Franke señalan que aunque ambos reyes tienen el mismo nombre de trono, sus otros nombres son completamente diferentes. Spalinger argumenta que los registros del Nilo de Nubia asociados a Sekhemrekhutawy Sobekhotep no pueden atribuirse a Khabaw. En respuesta a estos argumentos, Stephen Quirke señaló que los nombres Horus y de horus de oro de Sekhemrekhutawy Sobekhotep se conocen a partir de un solo bloque de Medamud, cuya atribución no es del todo cierta. 
| Titulatura | Jeroglífico | Transliteración (transcripción) - traducción - (referencias) |

| G5 |

| G5 |

| N28 | G30 |

| N28 | G30 |

| N28 | G30 |

| N28 | G30 |

| G5 |

| G5 |

| N28 | G30 |

| N28 | G30 |

| N28 | G30 |

| N28 | G30 |

| G16 |

| G16 |

| F25 | R11 | R11 |

| F25 | R11 | R11 |

| G16 |

| G16 |

| F25 | R11 | R11 |

| F25 | R11 | R11 |

| G8 |

| G8 |

| S34 | M4 | M4 | M4 |

| S34 | M4 | M4 | M4 |

| G8 |

| G8 |

| S34 | M4 | M4 | M4 |

| S34 | M4 | M4 | M4 |

| N5 | S42 | D43 · N19 |

| N5 | S42 | D43 · N19 |

| N5 | S42 | D43 · N19 |

| N5 | S42 | D43 · N19 |

| N5 | S42 | D43 · N19 |

| N5 | S42 | D43 · N19 |

| N5 | S42 | D43 · N19 |

| N5 | S42 | D43 · N19 |

| N5 | S42 | D43 · N19 |

| N5 | S42 | D43 · N19 |

| N5 | S42 | D43 · N19 |

| N5 | S42 | D43 · N19 |

| N5 | S42 | D43 · N19 |

| N5 | S42 | D43 · N19 |

| N5 | S42 | D43 · N19 |

| N5 | S42 | D43 · N19 |

|       |
| \| \| |
|       |
|       |

|  |

|       |
| \| \| |
|       |
|       |

|  |

|       |
| \| \| |
|       |
|       |

|  |

|       |
| \| \| |
|       |
|       |

|  |